# 1246 هـ
1246 هـ هي سنة في التقويم الهجري امتدت مقابلةً في التقويم الميلادي بين سنتي 1830 و1831.

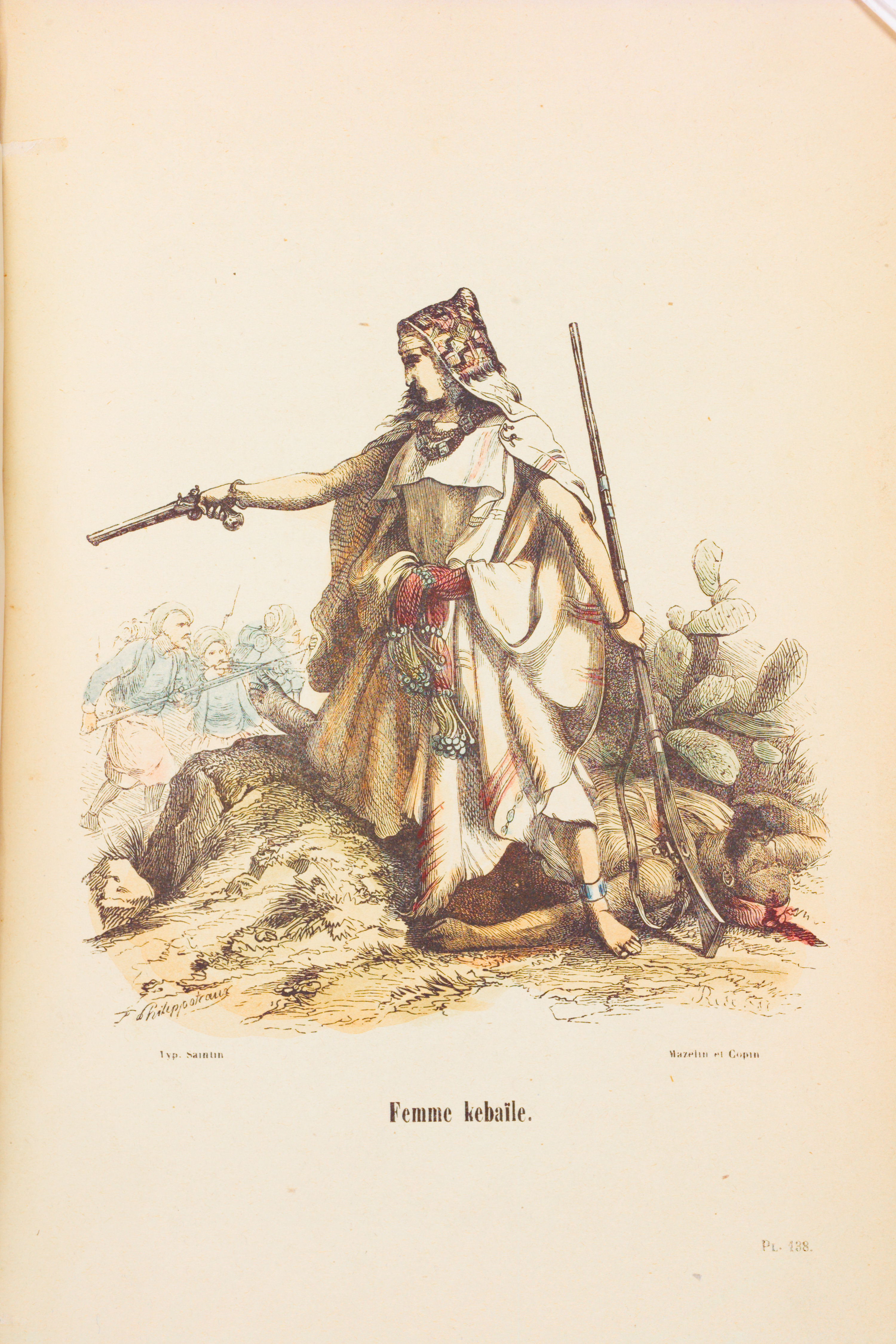
فاطمة نسومر

## أحداث
- الأمام تركي بن عبد الله يوصى أبنائه وأخوانه علي أن يدفنونه في مقبرة العود.

## مواليد
- عبد السلام بن محمد العلمي
- حامد حسين الهندي
- عبد الله صوفان القدومي
- علي بن حسين الخاقاني
- فاطمة نسومر
- ماء العينين القلقمي
- ناصر حسين الهندي
- عبد القادر القدسي

## وفيات
- أحمد عرفان
- إسماعيل بن عبد الغني الدهلوي
- علي نقي الأحسائي
- صالح الدسوقي